# Obsteig
Obsteig je obec v Rakousku ve spolkové zemi Tyrolsko v okrese Imst.
V obci žije přibližně 1 400 obyvatel.

## Geografie

### Poloha
Obsteig je nejzápadnější obec Mieminské náhorní plošiny, nad údolím Oberinntalu, na úpatí pohoří Mieminger. Obec tvoří roztroušené vesnice a vesničky na náhorní plošině. Na západě za průsmykem Holzleitensattel (1119 m n. m.) plošina prudce klesá do údolí Gurgl (Gurgltal). Hlavní část obce Obsteig leží podél silnice B189 Mieminger Straße.
Okolí Obsteigu je oblíbenou turistickou a výletní oblastí, v zimě jsou v Obsteigu také četné běžecké tratě a zimní turistické trasy.
Obec má rozlohu 34,7 km², z toho 11,0 % připadá na zemědělskou půdu, 6,5 % tvoří alpské louky a 67,6 % lesy. Z celkové plochy je 13,4 % území osídleno.
| • Wald                      | • Thal       | • Finsterfiecht |
| • Roller                    | • Langgarten | • Holzleiten    |
| • Weisland                  | • Aschland   | • Arzkasten     |
| • Mooswald                  | • Oberstrass | • Unterstrass   |
| • Gschwent (Gschwentmadele) | • Burg Klamm | • Seepark       |

### Sosední obce
Obec Obsteig sousedí
|            | Biberwier (okres Reutte) |         |
| Nassereith |                          | Mieming |
| Haiming    | Silz                     | Mötz    |

## Historie
Oblast Obsteigu byla osídlena již kolem roku 1000 př. n. l. Svědčí o tom bronzový nůž nalezený na Sassbergu a zbytky keramiky z Locherbodenu z doby halštatské. Kolem roku 250 n. l. nechal římský císař Decius vybudovat silnici Via Decia, spojnici ze Zirlu na silnici Via Claudia Augusta u Dormitzu. Vedla přes Obsteig a dále přes průsmyk Holzleitensattel. Osídlení Bavory kolem roku 800 je rozpoznatelné podle typických bavorských koncovek, jako je Schneggenhausen. Místní jméno Obsteig je původně název pole a poprvé bylo zapsáno roku 1288 jako dem steige. V 15. století se předložka an změnila na ob (1449: ob des Gstaigs). Název pochází ze středohornoněmeckého ob 'nad' a steige 'strmá cesta'.
Hrad Burg Klamm na staré dopravní tepně severně od mostu přes Inn u Mötzu má pohnutou historii. V roce 1250 se poprvé objevuje zmínka o "pánech z Chlamm". Kolem roku 1239 se hrad dostal do vlastnictví pánů z Milseru. V roce 1399 se dostal do držení mocných Starkenbergů, kteří byli v roce 1423 zbaveni moci poté, co povstali proti vévodovi Fridrichu IV. a hradu se zmocnil Zikmund. V 19. a 20. století pod střídáním majitelů stále více chátral, až jej v roce 1957 získal a obnovil průmyslník Hünnebeck.
V daňovém registru hraběte Meinharda II. z roku 1288 je uveden hostinec daz Nivenstift, později hostinec Löwenwirt. Stifthof je několikrát zmiňován v listinách, například v roce 1312 s majitelem "Eberhard der Niustifter" nebo v roce 1477 při stavebním jednání. V roce 1892 hostinec vyhořel, ale byl znovu postaven, a po roce 1870 byl zbořen. Ve stejném daňovém registru z roku 1288 je popsána i vesnice "ze Asselönne" (Aschland) na úpatí Wannigu. Podle urbáře opatství Stams z roku 1336 byl majitelem "Eberhard der Niustifter".
V urbáři opatství Stams z roku 1336 je uvedeno, že "Chunradův syn ze Snekkenhusenu" odkázal Stamsskému opatství peněžní částku. Panství Schneggenhausen nikdy nepodléhalo zdanění, ale bylo takzvaným "svobodným lénem", které zavazovalo feudála k loajalitě a poslušnosti vůči knížeti.
Kolem roku 1500 se Obsteig skládal ze šesti statků. Jedním z nich byl Schneggenhausen.
V roce 1833 vznikla oddělením obce Miemingerberg samostatná obec Obsteig.

## Znak
Blason: Ve zlatě modřín vyrůstající z černé cimbuřové paty štítu a sahající až k hornímu okraji štítu.
Obecní znak, udělený v roce 1976, odkazuje cimbuřím na hrad Klamm a modřínem na typické modřínové louky, dnes vyhlášené za krajinnou památkovou oblast.

## Galerie

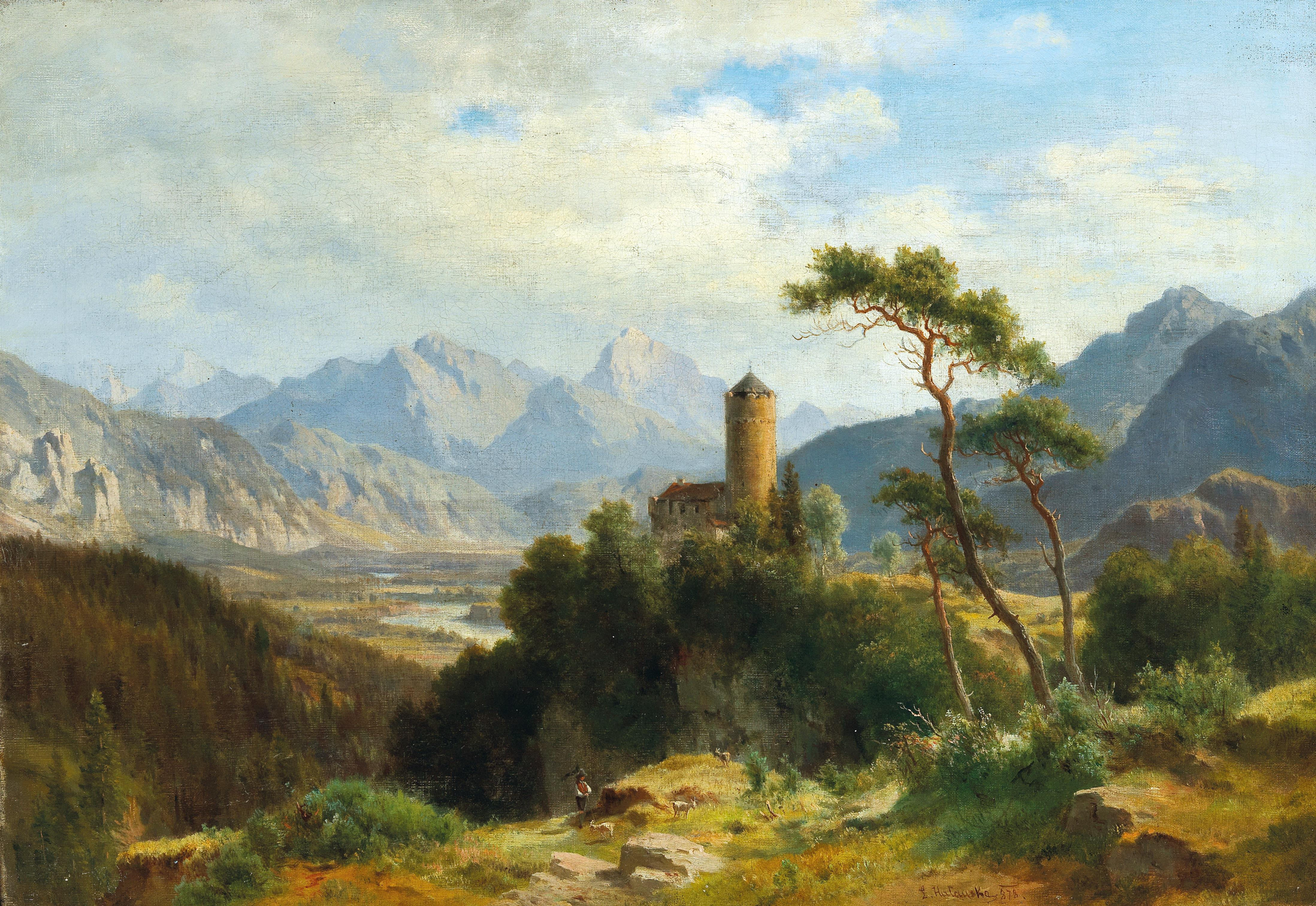
Ludwig Halauska – Pohled na hrad Burg Klamm, 1878
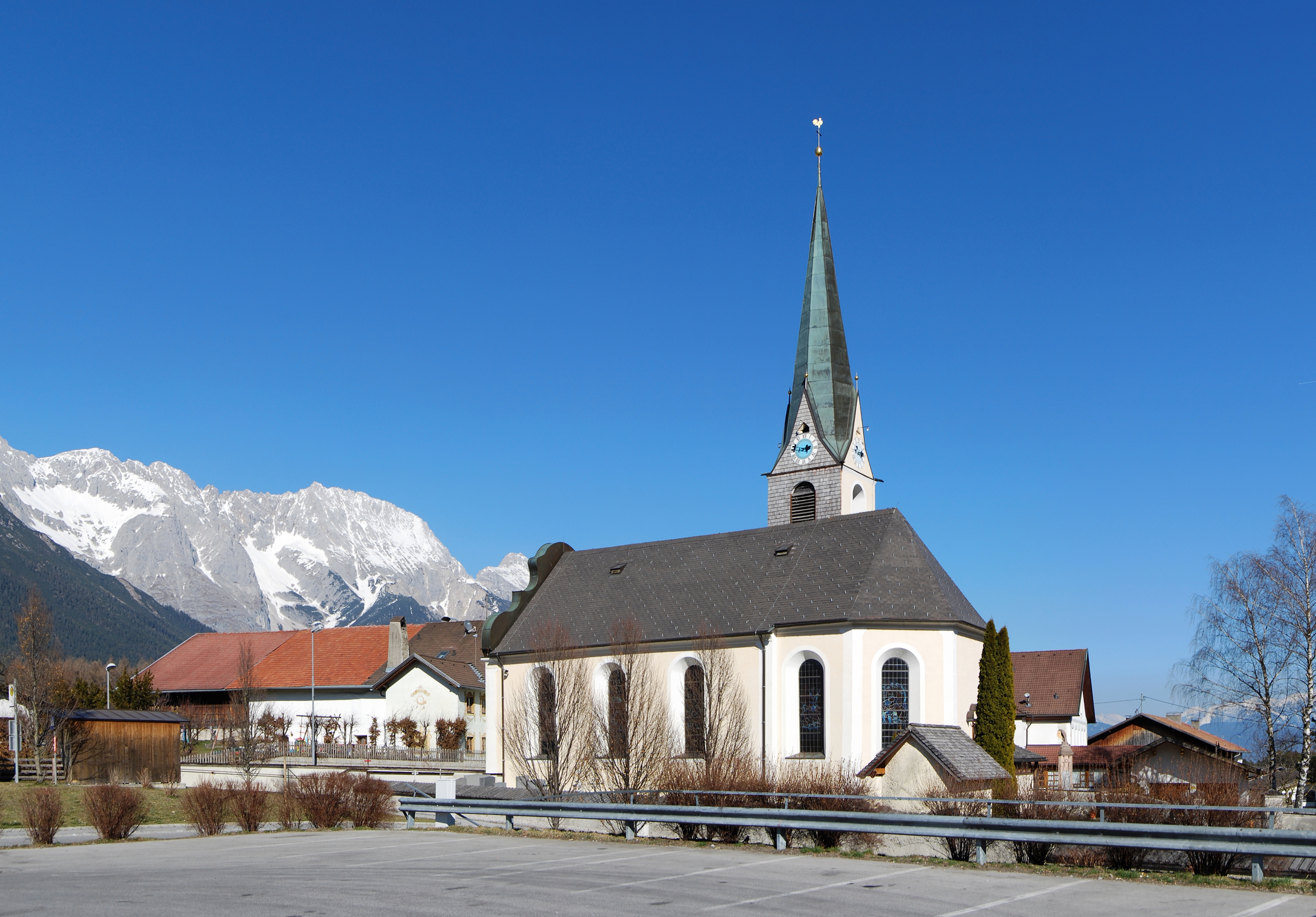
Katolický farní kostel svatého Jozefa
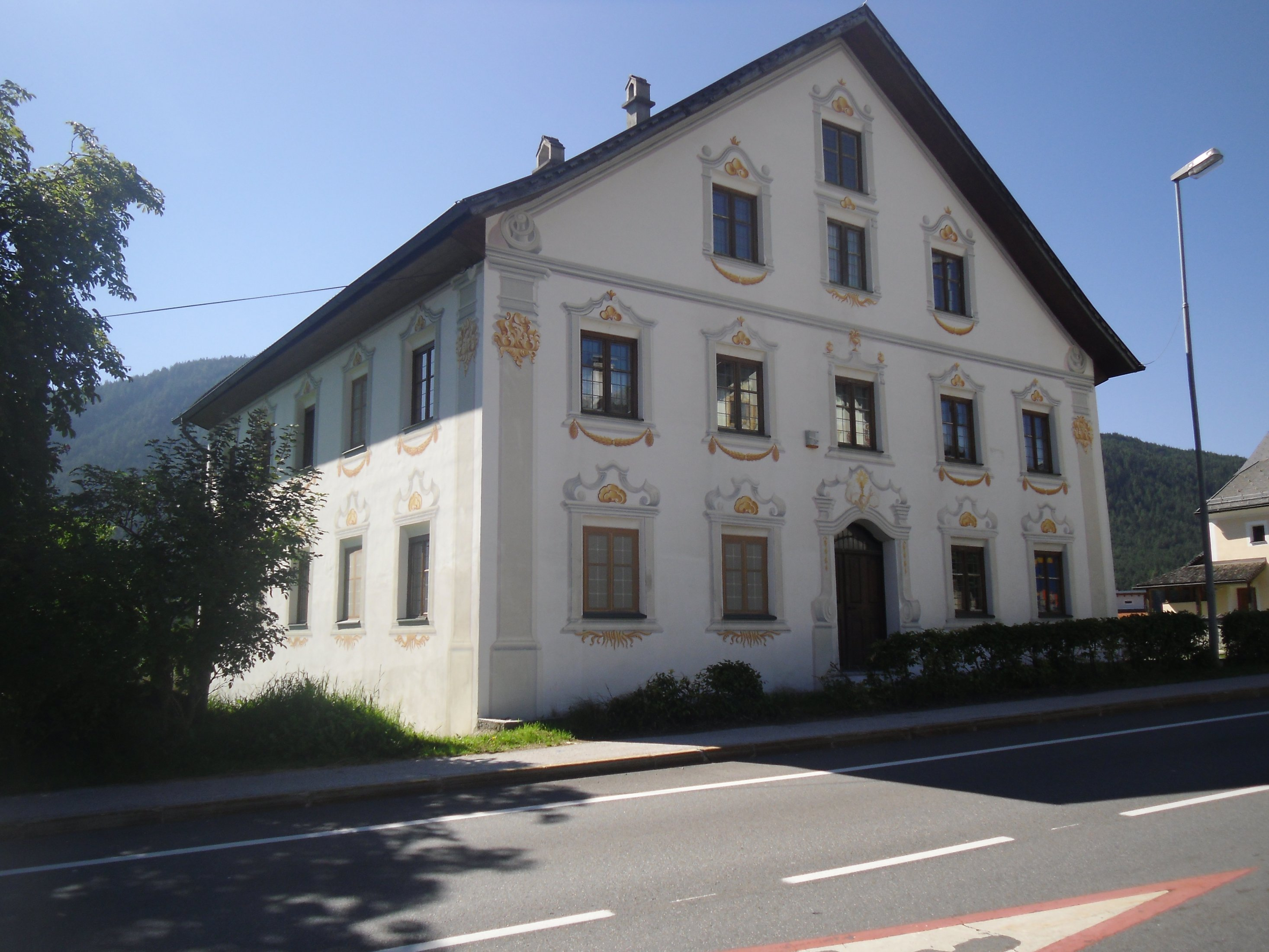
Zámek Schneggenhausen
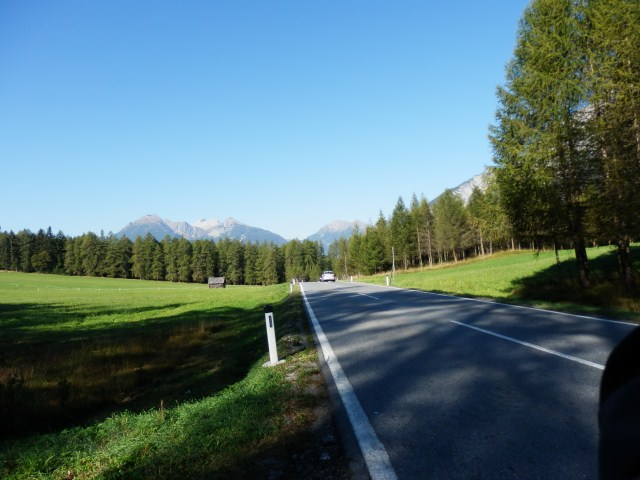
Sedlo Holzleiten Saddel
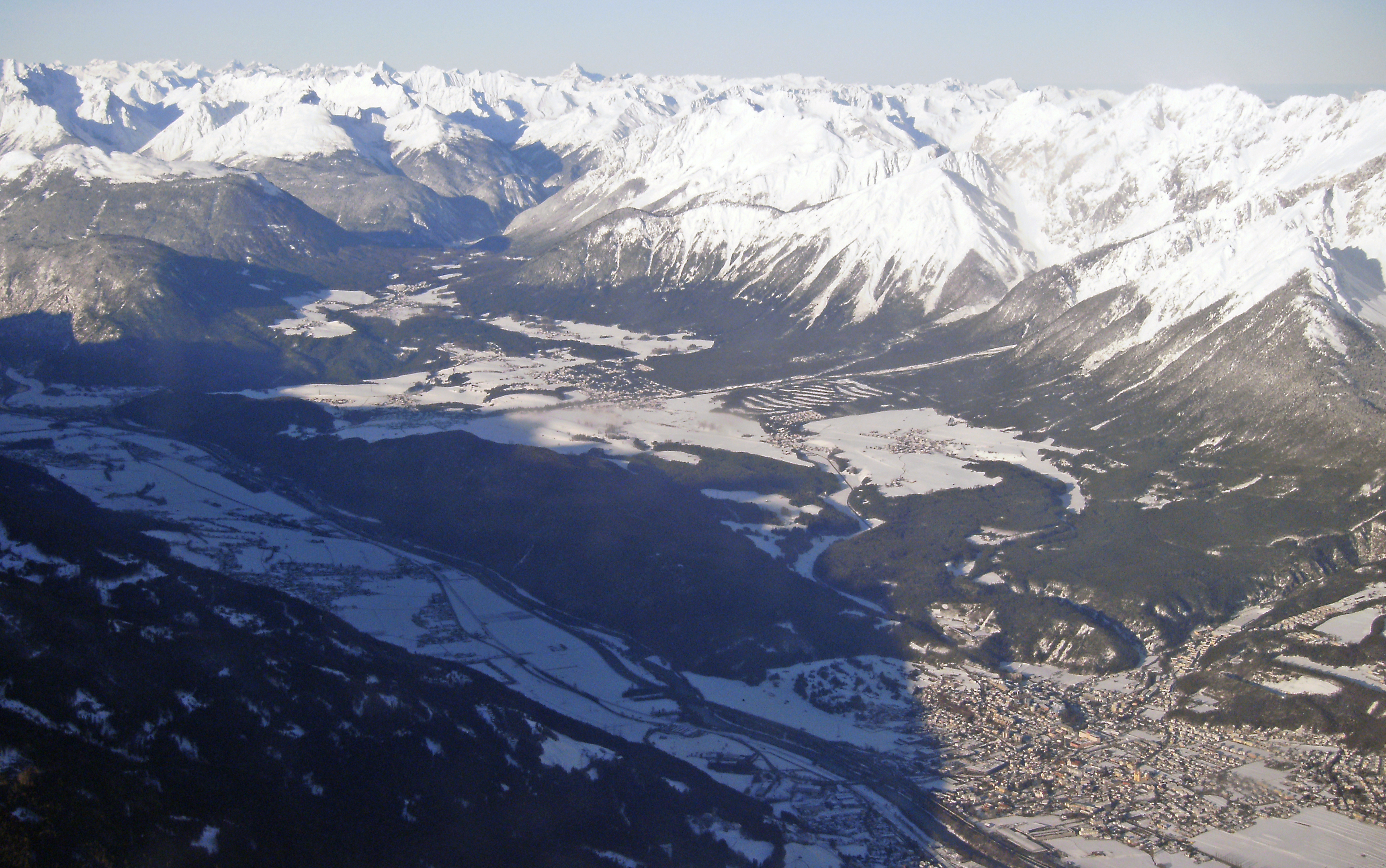
Plošina Mieminger